# Departamento de Extranjería y Migración
El Departamento de Extranjería y Migración (DEM) fue una agencia gubernamental chilena dependiente del Ministerio del Interior y Seguridad Pública, a través de la Subsecretaría del Interior del mismo. Tenía como misión garantizar el cumplimiento de la legislación de extranjería vigente en el país, relativa al ingreso y egreso, residencia definitiva o temporal, nacionalización y regulación de los ciudadanos extranjeros que permanecen en el territorio nacional, en el marco de la política nacional migratoria del Gobierno de Chile. Su último director nacional fue el ingeniero civil y magíster en políticas públicas de la PUC y la Universidad de Chicago; Álvaro Bellolio Avaria.

## Antecedentes
El 8 de mayo de 1953, mediante decreto con fuerza de ley, el segundo gobierno del presidente Carlos Ibáñez del Campo creó el Departamento de Inmigración y estableció normas sobre la materia. Dependía administrativamente del Ministerio de Relaciones Exteriores y estaba compuesto por un director, quien ejercía el poder ejecutivo del organismo, además, poseía un subdirector, dos jefes de sección, seis oficiales y un agente general de inmigración, que tenía rango diplomático. El Departamento de Inmigración funcionaba teniendo presente los siguientes puntos de la época:
1. Que razones demográficas, étnicas, económicas y aún relacionadas con la propia supervigilancia del país en el futuro aconsejan la inmediata realización de un efectivo plan inmigratorio;
2. Que no sólo la inmigración de carácter agrícola se hace necesaria en el país, sino también y principalmente la incorporación de elementos técnicos, pescadores, obreros especializados y artesanos;
3. Que el aumento de la población es un factor fundamental a la industrialización, porque aumenta el mercado de consumo interno;
4. Que necesitamos elemento humano de las características ya señaladas, porque el país se encuentra en un proceso de industrialización intensivo en todos los órdenes de la producción;
5. Que una inmigración seleccionada producirá el aumento de la población, el mejoramiento técnico de la misma y una racionalización en el consumo que elevará el estándar de vida del país;
6. Que la inmigración con elementos de selección contribuirá a perfeccionar las condiciones biológicas de la raza;
7. Que el aporte de contingentes seleccionados de inmigrantes debe hacerse dentro de la mayor brevedad, aprovechado el interés de los Gobiernos europeos de buscar ubicación para sus excedentes de población fuera del continente;
8. Que por otra parte, existe el propósito del Gobierno de aceptar la cooperación técnica, financiera y práctica de los organismos internacionales que se ocupan del problema de las inmigraciones en general;
9. Que el ingreso de inmigrantes al país se encuentra en la actualidad obstruido por disposiciones de carácter legal y reglamentario;
10. Que es imprescindible contar con todos los medios necesarios, no sólo para orientar una corriente inmigratoria, conveniente a nuestros intereses, sino también con una legislación adecuada que permita asegurar la radicación, trabajo, desarrollo y adaptación de los inmigrantes que reciba el país. Todo esto requiere la dictación de una norma general de inmigración y la creación de un organismo dependiente del Ministerio de Relaciones Exteriores, que oriente y supervigile la política inmigratoria del Gobierno y la aplicación de las referidas disposiciones;
11. Que otros países de inmigración, como Canadá, Australia, Sudáfrica, Nueva Zelandia, Brasil, Argentina y Venezuela, han solucionado los problemas de la visación y dado facilidades de todo orden para la instalación de inmigrantes en sus territorios:
12. Que en el caso nuestro, las disposiciones legales vigentes sobre internación y comercio constituyen hasta hoy día un serio obstáculo para los propósitos que persigue una política de inmigración en la forma que el país requiere. Es así que las actuales visaciones otorgadas al inmigrante involucran precarias facilidades para que éstos puedan traer al país los elementos y útiles más indispensables al desarrollo de sus actividades productoras

## Funciones
Su objetivo central era liderar el desarrollo de una política nacional de migraciones y refugio, que permitiese enfrentar los desafíos y oportunidades que las migraciones generan en el país. Con este propósito, al Departamento de Extranjería y Migración le correspondió:
- Analizar las solicitudes de residencia temporal, permanente, refugio y nacionalización.
- Promover acciones de acogida que incentiven la integración de los inmigrantes.
- Promover la modernización institucional, legislativa y de gestión migratoria en Chile.

## Sello Migrante
El Sello Migrante fue un reconocimiento que entregó el Estado, a través del Departamento de Extranjería y Migración (DEM) del Ministerio del Interior y Seguridad Pública, a municipalidades que desarrollaban planes, programas y acciones tendientes a la inclusión de la población migrante. Para otorgarlo se basaba en estándares de inclusión y no discriminación inspirados en un enfoque de derechos.
El Sello Migrante fue tres cosas al mismo tiempo:
1. Una certificación a comunas interculturales, libres de discriminación, que acogen y mejoran la calidad de vida de la población extranjera;
2. Una hoja de ruta para el trabajo municipal con población extranjera;
3. Un proceso acompañado por el DEM y otros municipios para obtener y mantener el Sello.

## Organización
La estructura interna del Departamento de Extranjería y Migración era la siguiente:
Jefatura Departamento
- Asesores de Estudios
- Sección Partes y Archivos
  - Área Oficina de Partes[Nota 1]
  - Área Archivo
  - Área Transparencia
- Sección Administración
  - Recursos Humanos[Nota 2]
  - Planificación y Control de Gestión
  - Contabilidad y Presupuesto
  - Abastecimiento
- Sección Operaciones
  - Área Visas[Nota 3]
  - Área PEDE
  - Área Nacionalización[Nota 4]
  - Gestión Documental
  - Análisis
  - Gestión Casos Especiales
- Sección Jurídica[Nota 5]
  - Litigación
  - Sanciones
  - Convenios y Licitaciones
  - Análisis Jurídico Solicitudes
  - APEC - ABTC
- Sección Refugio y Reasentamiento[Nota 6]
  - Refugio
  - Reasentamiento
- Sección Atención de Público
  - Canales No Presencial - Contact Center
  - Atención Público
  - Coordinación Regional
- Seccción Atención Informática
  - Soporte
  - Proyecto y Desarrollo

## Jefes
| Titular                       | Partido | Inicio                  | Final                   | Presidente                                                                                                   |
| ----------------------------- | ------- | ----------------------- | ----------------------- | --- |
| Carmen Gloria Daneri          | Ind.    | 2005                    | 2011                    | Ricardo Lagos Escobar (2005-2006) Michelle Bachelet Jeria (2006-2010) Sebastián Piñera Echenique (2010-2011) |
| Mario Cassanello Munita       | Ind.    | 2011                    | 18 de diciembre de 2013 | Sebastián Piñera Echenique                                                                                   |
| Luis Masferrer Farías         | Ind.    | 18 de diciembre de 2013 | 11 de marzo de 2014     | Sebastián Piñera Echenique                                                                                   |
|                               | Ind.    |                         |                         | |
| Rodrigo Sandoval Ducoing      | Ind.    | 11 de marzo de 2014     | 26 de julio de 2017     | Michelle Bachelet Jeria                                                                                      |
| Gabriela Cabello Huarcaya (s) | Ind.    | 26 de julio de 2017     | 11 de marzo de 2018     | Michelle Bachelet Jeria                                                                                      |
| Álvaro Bellolio Avaria        | Ind.    | 11 de marzo de 2018     | 28 de mayo de 2021      | Sebastián Piñera Echenique                                                                                   |

## Disolución
Mediante la Ley de Migración n° 21.325, publicada en el Diario Oficial el 11 de abril de 2021, que «establece nuevas herramientas para garantizar un proceso ordenado, seguro y regular para quienes llegan a vivir a Chile y en la cual, se creó el Servicio Nacional de Migraciones (Sermig)». El DEM se disolvió, pasando sus responsabilidades a la nueva entidad, la que «tendría más independencia, presupuesto y organización».
Así mismo, los ciudadanos extranjeros podrán realizar toda la tramitación migratoria en un solo lugar. Esto facilitará su llegada y hará más confortable sus primeros meses de estadía en el país. Por lo tanto, el Sermig tomará las riendas en cuanto a las funciones migratorias. Como resultado, analizará los casos de refugio y asilo, procesará las visas de residencia y resolverá las solicitudes de nacionalización. Del mismo modo, será el ente encargado de promover la "integración, las oportunidades y la calidad de vida" de la comunidad migrante. Luego de la disolución del DEM, su sitio web pasó a ser un portal de trámites correspondientes al Servicio Nacional de Migraciones.

### Redes sociales
- Departamento de Extranjería y Migración en X (antes Twitter)
- Departamento de Extranjería y Migración en Instagram
- Departamento de Extranjería y Migración en Facebook

- Datos: Q97694952